# Želatovice
Želatovice – gmina w Czechach, w powiecie Przerów, w kraju ołomunieckim. Według danych z dnia 1 stycznia 2012 liczyła 564 mieszkańców.